# Euxoa distinguenda
Euxoa distinguenda là một loài bướm đêm thuộc họ Noctuidae. Nó được tìm thấy ở miền trung, miền nam và miền đông châu Âu, Thổ Nhĩ Kỳ, Liban, Israel, Jordan và Tây Á.
Con trưởng thành bay từ tháng 9 đến tháng 10. Có một lứa một năm.
Ấu trùng ăn nhiều loại thực vật thân thảo.

## Phụ loài
- Euxoa distinguenda distinguenda (Alps)
- Euxoa distinguenda distincta (Đông Âu, Levant)